# Żółcino
Żółcino (niem. Soltin) – wieś w Polsce położona w województwie zachodniopomorskim, w powiecie kamieńskim, w gminie Kamień Pomorski.
W latach 1975–1998 miejscowość administracyjnie należała do województwa szczecińskiego.

## Historia
Folwark istniał w XIX wieku. Po II wojnie światowej na terenie dawnego folwarku utworzono PGR.

## Dwór
We wsi znajduje się eklektyczny dwór zbudowany pod koniec XIX wieku. Pierwotnie był to budynek parterowy kryty dachem dwuspadowym z naczółkami. Prawdopodobnie w latach dwudziestych XX wieku został rozbudowany do dwóch kondygnacji. Jest to budynek o powierzchni 480 m², założony na rzucie prostokąta, z neobarokowym szczytem, parterowym pięciokątnym wykuszem zwieńczonym tarasem, kryty dachem naczółkowym. Obecnie budynek spełnia funkcje mieszkalne dla kilku rodzin. 
W sąsiedztwie znajdują się zabudowania folwarczne oraz park dworski o powierzchni 1 ha. 
Obiekt jest dostępny z zewnątrz.